# Podolíčko
Podolíčko (německy Klein Poidl) je osada a základní sídelní jednotka města Mohelnice v okrese Šumperk. Nachází se asi 3 km severozápadně od centra Mohelnice. V roce 1970 zde žilo 71 obyvatel ve 20 domech.
Podolíčko patří ke katastrálnímu území Křemačov. Osada není zmíněna na žádných dopravních značkách, u západního a jižního příjezdu je značka zmiňující Křemačov. Až na čp. 43 jsou všechny domy v Podolíčku na jih od říčky Mírovky. V osadě je registrováno 21 čísel popisných. Nachází se zde kříž, západně od osady leží motoristický sportovní areál Mohelnické lomy.
| Rok            | 1869 | 1880 | 1890 | 1900 | 1910 | 1921 | 1930 | 1950 | 1961 | 1970 |
| -------------- | ---- | ---- | ---- | ---- | ---- | ---- | ---- | ---- | ---- | ---- |
| Počet obyvatel | 129  | 144  | 158  | 137  | 101  | 101  | 103  | 89   | 86   | 71   |
| Počet domů     | 23   | 23   | 23   | 23   | 23   | 23   | 24   | 21   | –    | 20   |